# Château Scaliger de Malcesine
Le château Scaliger de Malcesine est un château médiéval (bien que la forteresse d'origine semble être d'origine plus ancienne) situé à Malcesine en Italie, une ville sur la rive nord-est du lac de Garde dans la province de Vérone, en Vénétie. Il surplombe le centre-ville et le lac.
Le château, passé au cours des siècles entre les mains des Lombards, des Francs, des Della Scala, de la république de Venise, de la famille Visconti, des Français et des Autrichiens, a également été rendu célèbre par les dessins et les descriptions fournis par l'écrivain allemand Goethe dans son Voyage en Italie (Italienische Reise, 1813-1817). Un musée et un buste y sont consacrés à l'écrivain.
Il est classé monument national depuis 1902 et appartient à la municipalité de Malcesine depuis 2017.
Le Musée d'Histoire Naturelle du lac de Garde et de Monte Baldo a été aménagé à l'entrée actuelle du château, à l'intérieur du bâtiment qui servait de bâtiment de garde. Le château abrite également un musée de la pêche.
Ces dernières années, la tradition de célébrer les mariages au château s'est répandue. Le lieu est également devenu prisé pour les événements professionnels grâce à un espace à usage de salle de conférence inauguré en 1989.
Le château Scaligero de Malcesine a été à plusieurs reprises inclus dans les châteaux les plus beaux et les mieux conservés d'Italie.

## Emplacement
Le château est perché sur une plate-forme rocheuse, vestige de l'orogenèse alpine et de l'action des glaciations, qui a toujours été un lieu propice aux établissements humains. La structure est parfaitement située dans le village caractéristique de Malcesine.
Le château Scaliger est situé à l'extrémité nord du centre-ville de Malcesine sur une colline naturelle qui s'élève jusqu'à 30 mètres de haut sur trois côtés. Du côté sud plus doux, la partie la plus ancienne de Malcesine est presque immédiatement adjacente aux murs du château. Sur le côté est, juste en dessous du château, se trouve la « scène en plein air Lacaòr », laquelle est couverte d'un toit en tente.

## Histoire

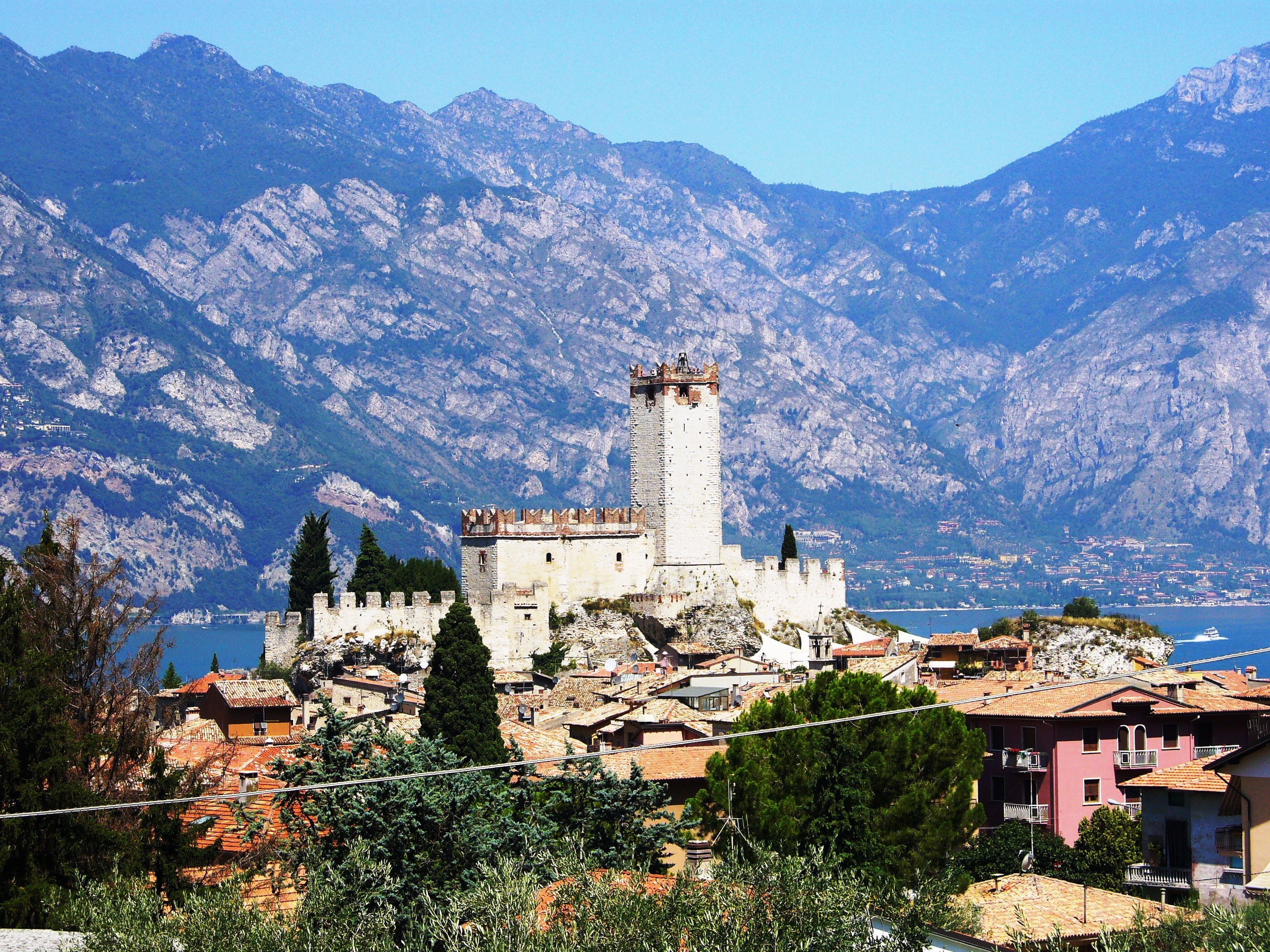
Vue du château.

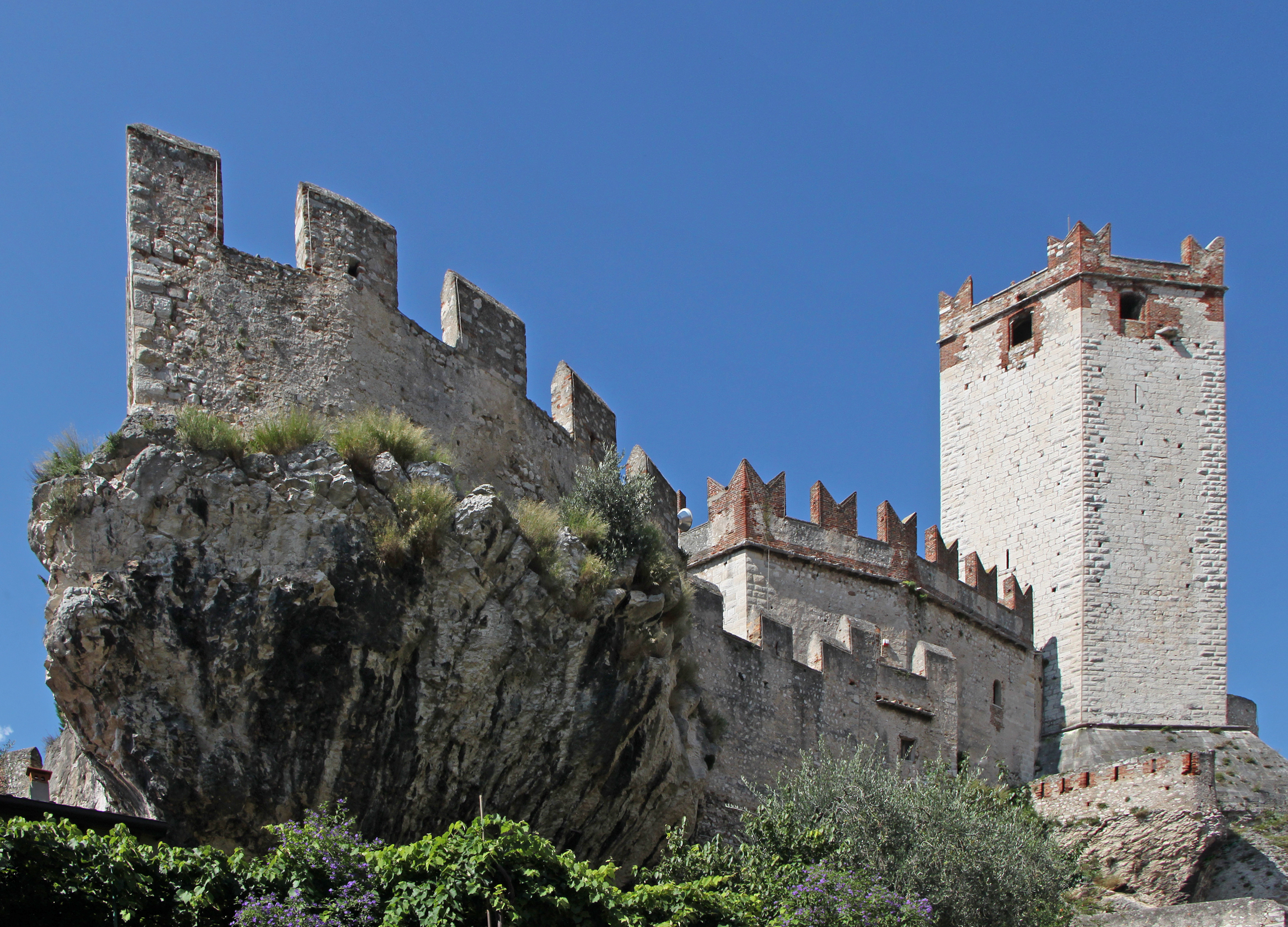
Intérieur côté sud.

Du fait de sa situation élevée et abritée, on peut supposer que la colline du château est déjà utilisée comme lieu de refuge à l'âge du bronze et à l'âge du fer, d'autant plus qu'au sud et à l'est de celle-ci deux ruisseaux, qui ne sont plus visibles aujourd'hui, protégeaient le site. Le premier nom de la colline du château aurait pu être Lacaòr, comme on appelle encore aujourd'hui une zone du côté est du château où une petite nécropole, probablement de l'époque étrusque, a été découverte lors de fouilles. Autour de la Rocca, le premier noyau de peuplement s'est développé, qui s'est lentement étendu vers le sud pendant la Rome antique, comme en témoignent les découvertes.
Une première forteresse a probablement été édifiée à l'époque lombarde. Le château est détruit par les Francs en 590 ; Malcesine tombe sous la domination de Charlemagne en 774, elle fut reconstruite et restaurée sous Bérenger Ier de Frioul lors des invasions hongroises à la fin du IXe siècle,. La légende raconte que le roi Pépin d'Italie est l'invité du château en 806 à l'occasion de sa visite à Benigno di Malcesine, accompagné de son disciple Caro, plus tard nommé saint. À la suite des invasions hongroises, le château fait partie des propriétés de l'évêché de Vérone. Dans la première moitié du XIIe siècle, le donjon atteint 15 m de haut ; en 1145, le château dispose d’un territoire et de terres propres. En 1157, l'évêque Tebaldo II le lègue à son petit-fils Turrisando, sous le règne duquel il est assiégé sans succès par Frédéric Barberousse.
En 1277, Malcesine et le château tombent sous la domination des Della Scala qui règnent sur Vérone. Dans les années qui suivent, ils agrandissent le complexe à la frontière nord de leurs dominions. Les travaux d'agrandissement et de transformation les plus importants du château ont lieu à cette époque, ce qui explique le fait qu'il est plus tard généralement appelé le château Scaliger, de l'autre nom italien des Della Scala, scaligera ou scaligeri. Ils s'inscrivent dans le projet des Della Scale de fortifier au mieux le lac de Garde et de créer un système défensif efficace pour toute la région. Le château prend alors l'apparence qu'il a encore aujourd'hui. Dans la seconde moitié du XIVe siècle, il devint le siège du Capitano, le député de la Gardesana dell'acqua, une union douanière de plusieurs localités sur la rive orientale du lac contrôlée par les Della Scala.
En 1387, le château est occupé par les troupes de Jean Galéas Visconti. Le règne de la famille Visconti dure jusqu'en 1403. En 1405, Malcesine passe sous la domination de la république de Venise. Plus tard, pendant une dizaine d'années, il est au centre d'un conflit territorial entre la République de Venise et le Saint-Empire romain germanique. En 1506, elle tombe aux mains des troupes du impériales : en mai 1513, le condottiere Scipione Ugoni, au service de la République de Venise, reçoit la tâche de l'administrateur de Salò, Daniele Dandolo, d'attaquer Malcesine, fidèle aux impériaux allemands. À la tête de 300 fantassins, rejoints par les habitants de Gargnano, il attaque la ville via le lac et prend d'assaut le château, tuant 18 Terazzani et ne perdant que 3 hommes ; dans l'action, il capture le châtelain allemand et un riche citoyen véronais, qui sont emmenés prisonniers à Salò avec un butin considérable
L'ère vénitienne dure jusqu'au XVIIIe siècle. Pendant cette période, le château subit d'autres agrandissements importants et est temporairement le siège de l'administration et du commandement de la flotte vénitiennes sur le lac de Garde,,.
À l'époque napoléonienne, Malcesine et le château sont occupés pour la première fois par les Français en 1797 et par les Autrichiens en 1798. Entre 1805 et 1814, ils reviennent au royaume d'Italie et après le congrès de Vienne en 1815, ils sont incorporés à l'empire d'Autriche sous la forme du royaume de Lombardie-Vénétie. Lors de cette époque autrichienne, qui dure jusqu'en 1866, le château subit ses dernières modifications majeures. Après la perte de la Vénétie lors de la troisième guerre d'indépendance italienne et l'annexion au royaume d'Italie, le château est utilisé comme poste frontière par la Garde des finances. En 1902, il est déclaré monument national,. En 1913, il est peint par Gustav Klimt dans Malcesine sur le lac de Garde.
La dernière rénovation du château a lieu en 2008 après que des travaux individuels au coup par coup ont été effectués après la Seconde Guerre mondiale. Elle concerne particulièrement la partie  utilisée comme musée d'histoire naturelle. L'approche architecturale a été rigoureuse et respectueuse de l'histoire de la demeure, dans le but de mettre en lumière sa beauté sans la dénaturer. À l'intérieur, divers objets historiques sont parfaitement conservés, bien intégrés dans le parcours du musée et dans les expositions ; il en va de même pour les vues paysagères que l'on peut admirer depuis les fenêtres des salles qui s'inscrivent dans l'environnement.
En 2013, le château est devenu la propriété de la municipalité de Malcesine.

## Goethe et le château Scaliger

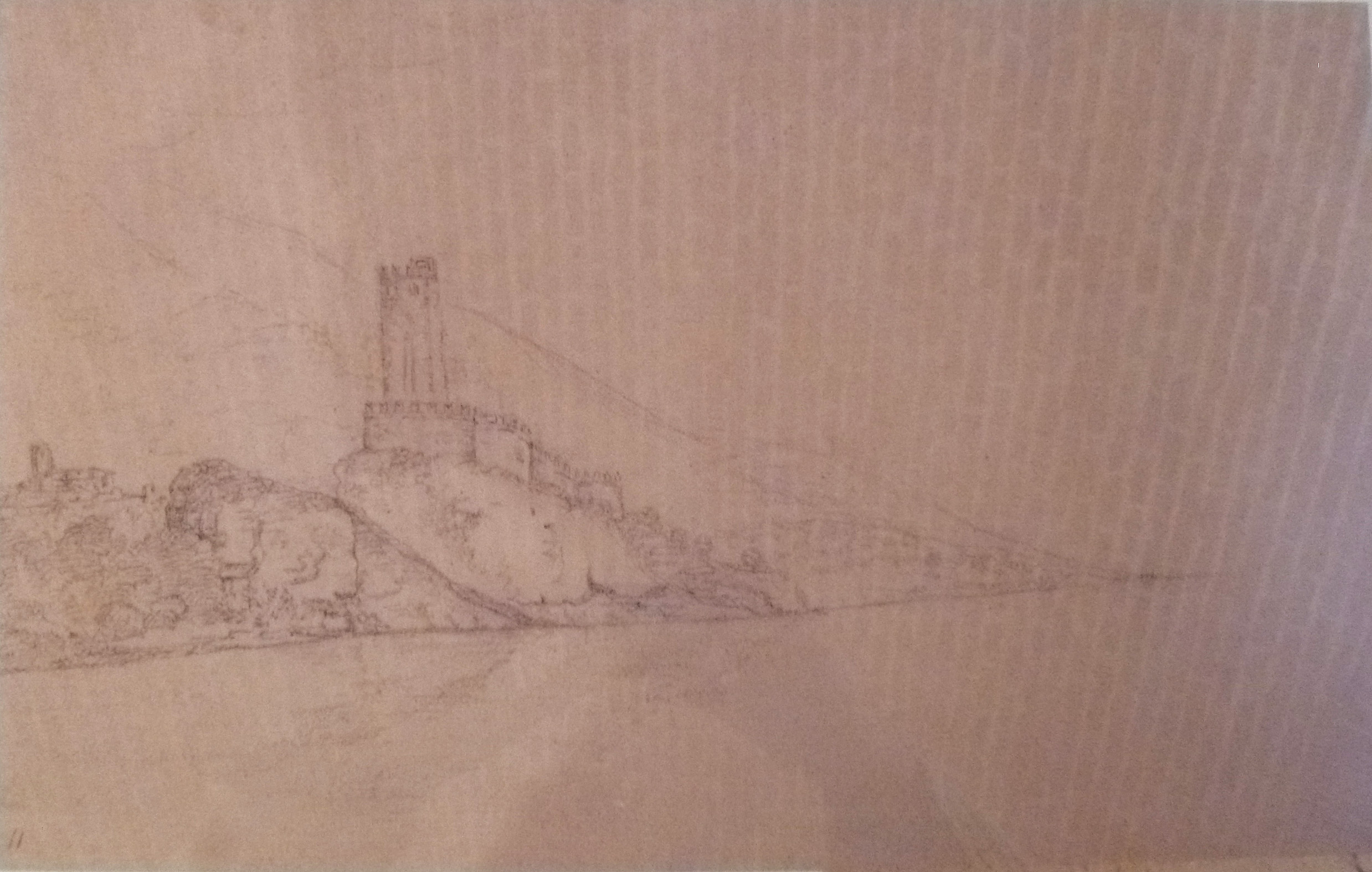
Dessin du château Scaliger réalisé par Goethe en 1786.

La description de Goethe du voyage italien dans son carnet de voyage a contribué de manière significative à la popularité du château. En réalité, Goethe n'avait pas l'intention de s'arrêter à Malcesine quand, aux petites heures du matin du 13 septembre 1786, il arrive de Torbole en bateau. Déjà pendant le voyage sur le lac, il remarque le château et en fait un croquis. Lorsqu'un vent de face se lève, il ne lui est plus possible de poursuivre sa route. Contraint de débarquer à Malcesine, il veut tirer le meilleur parti possible du séjour forcé et capturer le château pittoresque en dessins. Lorsqu'il se rend le lendemain au château apparemment désert pour dessiner, une petite foule se rassemble rapidement autour de lui. On lui demande en quoi consistent les dessins, et l'un d'eux est même déchiré en deux. Il est soupçonné d'être un espion autrichien et menacé d'arrestation. Sa rhétorique et son attitude courtoise dissipent rapidement les soupçons. À la fin, il discute de connaissances mutuelles avec le local Gregorio, qui travaille à Francfort-sur-le-Main, et peut ainsi enfin dissiper tout doute sur ses intentions. Cette même nuit, il continue son voyage vers Bardolino. Goethe a consigné cette aventure en détail dans son journal et a rendu célèbre le château Scaliger et Malcesine,.

## Description
Le château de Malcesine est un agrégat de différents bâtiments de différentes périodes de construction, qui s'est développé au fil des siècles, même si le nom couramment utilisé de « Château Scaliger » ne fait référence qu'à une époque bien précise. S'il n'est pas possible de déterminer quand et qui a construit ou s'est installé pour la première fois sur la colline du château, quatre périodes de construction différentes peuvent être distinguées en fonction des bâtiments qui ont été conservés. Au cours de ces phases de construction, le château s'est progressivement étendu du point le plus haut vers le bas.
À l'intérieur du château, plusieurs fresques originales, des passages secrets, des escaliers et des espaces sont typiques de l'architecture médiévale et parfaitement conservés.

### Accès
Le château Scaliger a deux entrées. L'entrée utilisée aujourd'hui comme accès, appelée Posterla, fait face à la mer et a été construite à l'époque vénitienne. Elle souligne comment l'importance stratégique du site a changé de la terre à la mer au cours des siècles, avec l'entrée d'origine sous le donjon du côté intérieur. Avant même la porte du château, un chemin descend vers une petite baie qui servait d'embarcadère aux Vénitiens. Au XIXe siècle, l'entrée était en outre protégée par les Autrichiens avec un petit fossé et un pont ainsi qu'une embrasure avec des meurtrières.

### Cour inférieure

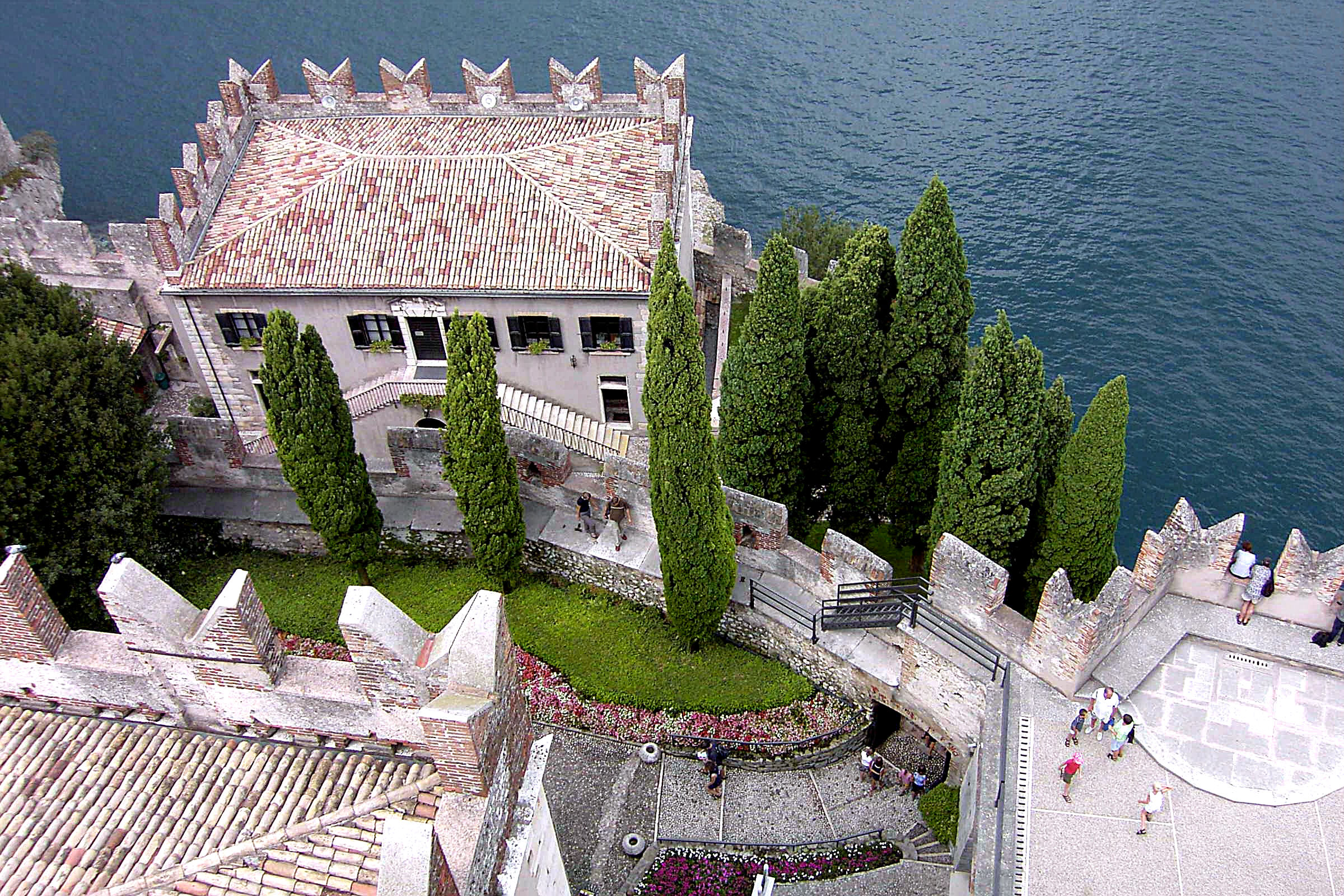
Palazzo Veneziano avec le chenal.

La cour inférieure est environ 24 m au-dessus de la surface du lac et a également été créé avec la nouvelle zone d'entrée à l'époque vénitienne. Le Palazzo Veneziano à gauche de l'entrée était jusqu'en 1618 le siège du député vénitien, le capitaine, qui était chargé de contrôler le commerce des marchandises sur le lac. Après le déménagement du bureau au Palazzo dei Capitani, le bâtiment a été utilisé comme caserne, c'est pourquoi il est également connu sous le nom de Casermetta. Le remarquable escalier extérieur date de 1622, comme en témoigne la plaque commémorative au-dessus de celui-ci. Le bâtiment de trois étages abrite une annexe du Musée d'Histoire Naturelle de Vérone. Différents aspects de l'histoire naturelle du lac de Garde et du Monte Baldo sont explorés dans neuf salles d'exposition réparties sur deux étages, entièrement rénovées en 2008. Le mur d'enceinte entourant la basse-cour, comme la rampe menant au chenal, a été construit au XIXe siècle par les Autrichiens.

### Chenal

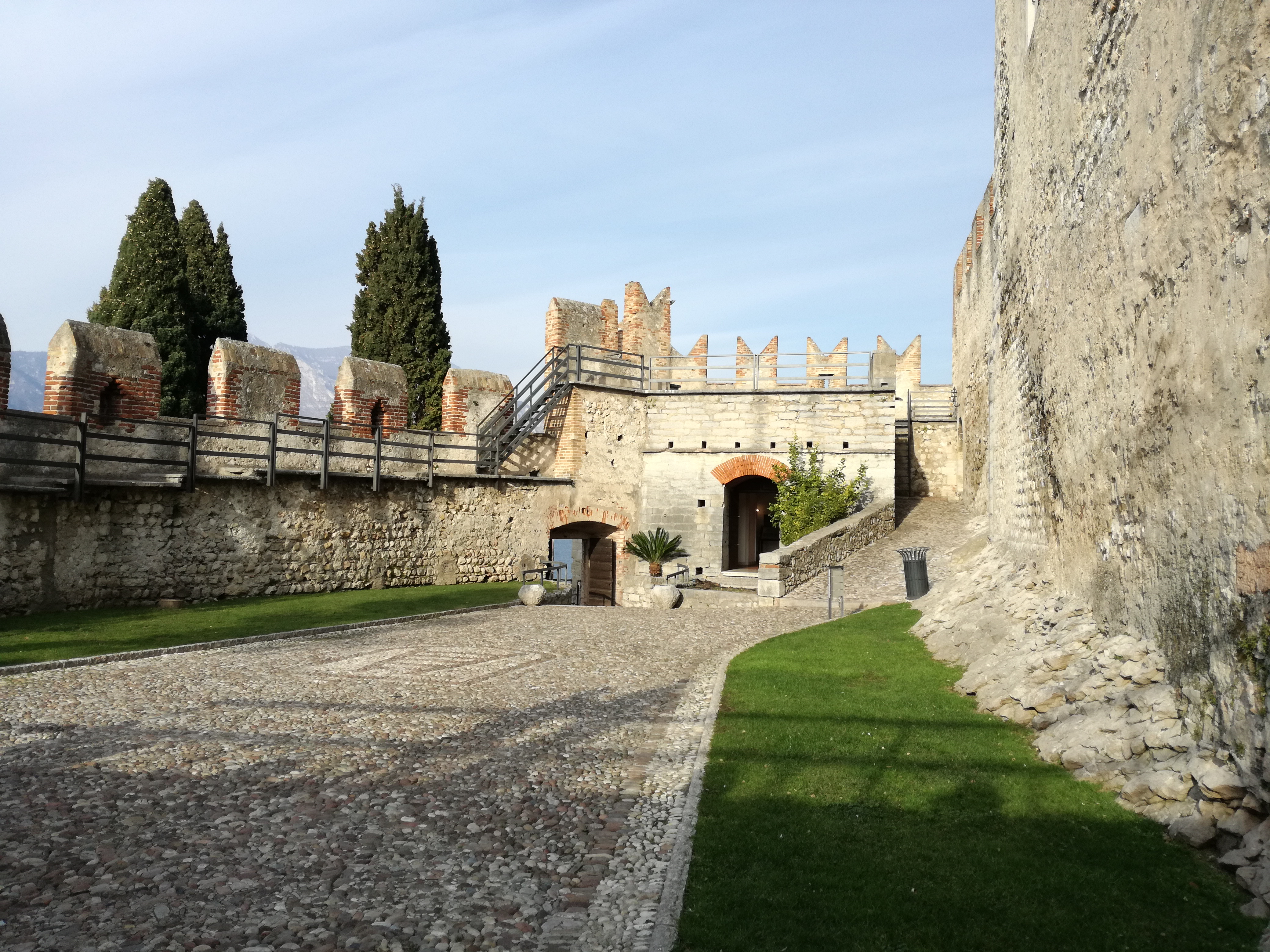
Le chenal avec la salle d'eau.

Le chenal, situé environ 9 m plus haut, dispose aujourd’hui de deux passages à partir de l’entrée située au-dessous. Le mur extérieur du château est constitué du mur du chenal, qui remonte à la période des Della Scala. La salle d'eau dans le coin nord-ouest du chenal est le bâtiment le plus récent du château, construit au XIXe siècle par les Autrichiens. Plus tard, il a servi de prison pour la Guardia di Finanza. Dans la poudrière, restaurée dans les années 1980, se trouvent aujourd'hui deux salles d'exposition. Dans la plus grande des deux salles, les grandes lignes du projet autrichien de la dernière phase de rénovation au XIXe siècle sont exposées, tandis que la deuxième salle traite du séjour de Goethe à Malcesine. Y sont rassemblées plusieurs œuvres représentant le château de Malcesine et le lac de Garde, que le poète a visité à l'occasion de son Grand Tour en Italie, et qui ont contribué à rendre ce lieu célèbre.
Des canons pouvaient être positionnés sur le toit de la salle d'eau, qui tiraient du côté nord. De là, un chemin de ronde mène le long du mur du chenal jusqu'à sa zone sud. Une rampe a été construite par les Vénitiens au XVe siècle pour tirer des canons vers la demi-lune sud. L'artillerie vénitienne visait à défendre le côté du lac, car les merlons y étaient inférieurs.
Sur le côté sud-est du chenal, sous le donjon, se trouve l'ancienne ancienne entrée du château. À côté de l'entrée, des restes de fresques du XIVe siècle et une pierre tombale indiquent une ancienne chapelle castrale. Le mur extérieur du château avec ses créneaux en queue d'aronde caractéristiques borde le côté est du chenal

### Intérieur

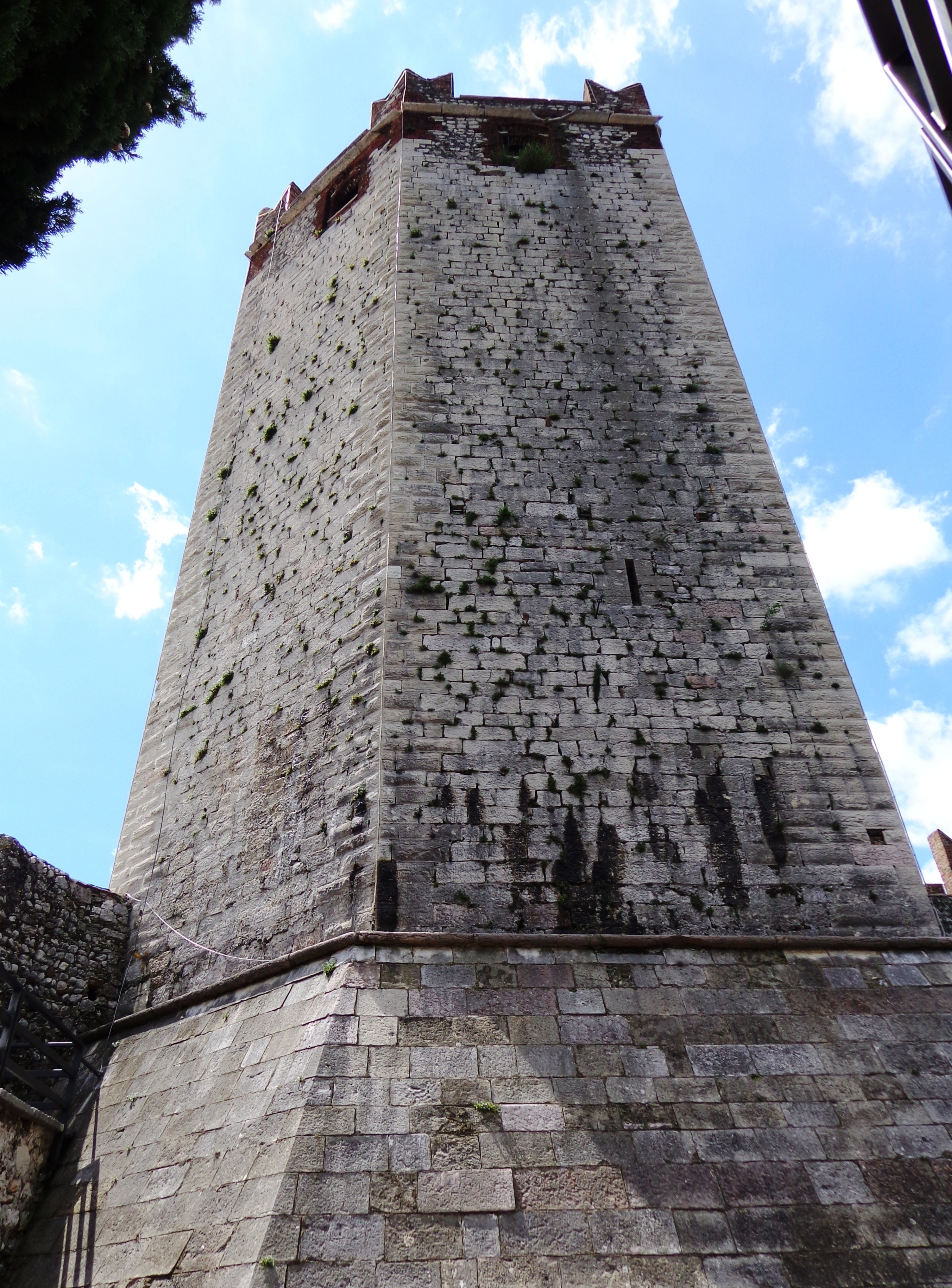
Donjon.

Le donjon s'élève à env. 70 m au-dessus du lac. À l'avant-dernier niveau, un graffiti a été trouvé avec le nom « Corrado II » et la date « 1131 d. C. », suggérant qu'il s'agit précisément de la date d'achèvement des travaux. Cinq salles sont construites dans la tour, la dernière d'entre elles est appelée la « salle de guet », avec six petites fenêtres qui s'ouvrent sur un mur de 80 cm d'épaisseur. Entre les différents étages de la tour, un changement de matériaux indique la hauteur du premier bâtiment d'origine lombarde.
L'accès à la zone intérieure du château se trouve à côté de la salle d'eau sur le côté nord du château, 6 m plus haut que le chenal et protégé par une muraille et des créneaux. La cour intérieure est presque entièrement occupée par le pied du donjon, qui est l'une des parties les plus anciennes du château. À l'origine la tour n'avait que 15 m de haut et se terminait au deuxième étage. C'est également là que se trouvait l'ancienne entrée, accessible par un escalier aujourd'hui disparu. L'ancienne porte d'entrée à barreaux face à la mer a été conservée. La voûte en dessous était probablement utilisée comme oubliette et n'était accessible que par un trou étroit dans le sol. Les murs de la tour, construits en pierre de taille, avec des bossages sur les bords, ont une épaisseur de 2,5 m et n'ont que quelques embrasures étroites. La date de construction de la tour ne peut être déterminée. En 1131, elle fut surélevée de deux étages, comme en témoigne une inscription dans la voûte du quatrième étage, qui n'est plus lisible. Les Della Scala y ont ajouté un autre étage, dont la maçonnerie est en briques, de seulement 80 cm d'épaisseur. Ce quatrième étage comporte six ouvertures et servait de belvédère. Un feu et un point d'eau permettaient une occupation permanente sur de longues périodes. La plate-forme au-dessus, sur laquelle la cloche civique ornée des empreintes des monnaies municipales qui date de 1442 a été installée, n'a été construite qu'en 1909, lorsque le toit en bois d'origine a été remplacé par une structure en béton.
Aujourd’hui, l’entrée se trouve au premier étage du donjon, à 31 m de haut. L'accès depuis la cour intérieure en contrebas a été réalisé par les Autrichiens au XIXe siècle. À côté de la tour, dans le coin sud-ouest de la cour intérieure, se trouve le Palas avec le Palazzo Scaligero à deux étages. Comme pour le donjon, son origine ne peut être déterminée. Différents styles architecturaux et matériaux de construction sont visibles sur le mur extérieur faisant face au chenal, ce qui conduit à la conclusion que le palais construit par les Della Scala a pour fondations un bâtiment précédent d'origine inconnue.
Deux salles d’exposition se trouvent au sous-sol du Palazzo construit entre les XIIIe et XIVe siècles. La première salle, plus grande, traite, entre autres, de l'histoire de la navigation vénitienne sur le lac de Garde. Aménagée avec des engins de pêche anciens parfaitement conservés, cette salle est le premier musée consacré à la pêche continentale en Italie. Parmi les objets les plus intéressants, on trouve une ancienne « gondole plate » utilisée par les pêcheurs de Garde et une grande variété de vestiges encore en usage aujourd'hui. Dans la salle des anciens se trouvent des documents illustrant l'activité de la Guilde des anciens pêcheurs de Torri et Garda, fondée en 1452 et toujours en activité. La salle des calfatages illustre l'activité des artisans qui s'occupent de la construction et de la réparation des bateaux de pêche, puis vient la salle qui illustre la culture de l'huile, dans laquelle se trouve également un pressoir « maison ». Parmi les diverses vicissitudes auxquelles le musée rend hommage, le fameux transport par terre des galères vénitiennes, Galeas per montes, est également mis en valeur, ainsi que la tentative de récupération d'une galère coulée dans le lac, précisément à proximité du port de Lazise.
La salle attenante présente l'histoire du château et de Malcesine. La salle supérieure du Palas, quant à elle, sert de salle pour des événements. Dans la cour se trouvent également le grand puits et deux latrines construites par les Autrichiens, encastrées dans le mur nord. Dans le coin nord-est, une fresque de la Vierge à l'Enfant de style byzantin a été conservée, qui n'a été découverte qu'en 1949.

### Maison de gardien
Célèbre pour la vue qu'elle offre aux visiteurs, la cour Rivellino remonte à l'époque autrichienne et est toujours accessible aujourd'hui. De là, il est possible de profiter du point de vue panoramique sur le lac de Garde, le flanc du Monte Baldo et le village de Malcesine.

### Lacaòr (théâtre en plein air)
C'est l'un des lieux les plus anciens du château, datant probablement des premières dominations. Ce qui ressemble aujourd'hui à un grand espace vert sert l'été d'espace de divertissement avec spectacles, concerts et animations diverses.